# Bye Bye (film)
Pour les articles homonymes, voir Bye Bye.
Pour plus de détails, voir Fiche technique et Distribution.
Bye Bye est un film suisse réalisé par Karim Dridi, sorti en 1995.

## Synopsis
Comment Ismaël va vaincre sa culpabilité, survenue à la suite d'un drame familial qui provoqua le départ de ses parents pour le bled, et sauver son frère Mouloud, quatorze ans, qui lui, refuse de rentrer au pays et fréquente de dangereux dealers à Marseille.

## Fiche technique
- Titre  original : Bye Bye
- Réalisateur : Karim Dridi
- Scénariste  : Karim Dridi
- Producteur : Alain Rozanès
- Musique du film :  Jimmy Oihid, Steve Shehan
- Directeur de la photographie : John Mathieson
- Montage :  Lise Beaulieu
- Distribution des rôles :  Antonin Dedet, Christophe Farnarier
- Décorateur de plateau :  Gilles Bontemps
- Création des costumes : Marcos Jatoba	, Emmanuelle Pertus
- Société de production :  ADR Productions
- Pays d'origine  : Suisse
- Genre : Film dramatique
- Durée : 1h45
- Date de sortie : 
  -  France : 30 août 1995

## Distribution
- Sami Bouajila : Ismael
- Nozha Khouadra : Yasmine
- Philippe Ambrosini : Ludo
- Ouassini Embarek : Mouloud
- Frédéric Andrau : Jacky
- Moussa Maaskri : Renard
- Mohamed Zran : Le père au téléphone (voix)

## Distinctions
- Festival international du film de Thessalonique 1995 : meilleur acteur (Sami Bouajila)